# Sub Crâng
Sub Crâng románul: Sub Crâng, falu Romániában, a Bánságban, Krassó-Szörény megyében.

## Fekvése
Somosréve mellett fekvő település.

## Története
Sub Crâng korábban Somosréve (Cornereva) része volt. 1956 körül vált külön településsé 69 lakossal.
1966-ban 48, 1977-ben 51, az 1992-es népszámlálási adatok szerint 61 román lakosa volt.